# 阿多尼斯 (诗人)
阿里·艾哈迈德·赛义德·伊斯比尔（阿拉伯语：‎，1930年1月1日—），笔名阿多尼斯（‎、Adunis），叙利亚诗人、思想家、文学理论家、翻译家、画家。

## 生涯
他出生于拉塔基亚一个阿拉维派农民家庭，从很小的时候就开始创作诗歌。1947年，在第一任叙利亚总统舒克里·库阿特利的支持下，他获得了进入大马士革大学学习的机会，1954年他毕业于该校哲学专业。在此前后，他开始使用“阿多尼斯”的笔名写作。
1955年，他因为曾参与叙利亚社会民族主义党的活动而被判入狱6个月。出狱后他迁居黎巴嫩贝鲁特，此后他放弃了泛叙利亚主义思想，转而成为泛阿拉伯主义者，逐渐脱离政治。
1960年，他前往法国巴黎留学，1970年回到黎巴嫩，在黎巴嫩大学教授阿拉伯文学。1973年，他获贝鲁特圣约瑟大学博士学位，论文为描写阿拉伯思想史的《稳定与变化》（四卷）。1980年后，他为了避开黎巴嫩内战的战火而移民巴黎，现在他是巴黎大学的一名教授。

## 作品
- 诗集：《最初的诗篇》（1957年）
- 《风中的树叶》（1958年）
- 《大马士革的米赫亚尔之歌》（1961年）
- 《戏剧与镜子》（1968年）
- 《这是我的名字》（1971年）
- 《对应与初始》（1979年）
- 《身体之初，大海之末》（2003年）

## 获奖情况
阿里·艾哈邁德·賽義德·伊斯比爾曾獲得布鲁塞尔文学奖，土耳其希克梅特文学奖，马其顿金冠诗歌奖，意大利诺尼诺国际文学奖等，近年也是诺贝尔文学奖热门人选。

## 爭議

### 被阿拉伯作家聯盟除名
1995年1月27日阿多尼斯被阿拉伯作家聯盟除名，理由是在1993年一次UNESCO主辦的會議上和以色列人見面。兩位敘利亞作家Saadallah Wannous和Hanna Mina為聲援阿多尼斯而自行退出阿拉伯作家聯盟。

### 死亡威脅
阿多尼斯曾公開宣稱自己不信仰宗教並批判許多伊斯蘭教傳統。埃及薩拉菲教士Mohamad Said Raslan曾發布伊斯蘭教令要求刺殺阿多尼斯，因為他使用異教神話的名字當筆名。在一段視頻中Raslan控訴阿多尼斯反伊斯蘭，是異教徒，著作應當被禁。
2012年5月，一些叙利亚反对派人士在Facebook上鼓吹殺害阿多尼斯，因為他是阿拉維派出身、曾批判伊斯蘭教、批评反对派并拒绝外国军事干预叙利亚。

### 焚書
2013年，伊斯蘭教學者Abdelfetah Zeraoui Hamadache在網上讀到一首署名阿多尼斯的詩之後，號召焚毀阿多尼斯的著作。但該詩後來被證明是冒用阿多尼斯的名義。

### 阿拉伯之春
2011年6月11日，阿多尼斯在黎巴嫩報紙上發表公開信，批判敘利亞總統巴沙尔·阿萨德的暴力統治並要求他下台。同年8月他接受科威特報紙訪問時重申了這一要求。他同時呼籲反對派避免暴力並和政府對話。

## 与中国的关系
1980年曾到访北京，2009年第二次到中国。他被人评为“阿拉伯世界的鲁迅”。在大陆出版有诗集《我的孤独是一座花园》，薛庆国译，译林出版社，2009年。